# Goldie Michelson
Pour les articles homonymes, voir Michelson.
Goldie Michelson, née Corash le 8 août 1902 en Russie et morte à Worcester au Massachusetts le 8 juillet 2016, est une supercentenaire américaine d'origine russe.
Elle est la doyenne des États-Unis à partir de la mort de Susannah Mushatt Jones le 12 mai 2016, jusqu'à sa mort moins de deux mois après,.

## Biographie
Son père, Max Corash, un jeune médecin russe, a émigré aux États-Unis avec sa femme et ses enfants. Goldie avait alors deux ans.
Elle étudie au Pembroke College, qui fait maintenant partie de l'université Brown, et est diplômée en sociologie en 1924,. Elle obtient aussi une maîtrise à l'université Clark en 1936.
Le 12 mai 2016, à la mort de Susannah Mushatt Jones, elle devient la personne la plus âgée vivant aux États-Unis.
Elle meurt huit semaines plus tard.